# Kovácsi Aladár
Kovácsi Aladár (Budapest, 1932. december 11. – Budapest, 2010. április 8.) olimpiai és világbajnok öttusázó, vívó

## Pályafutása

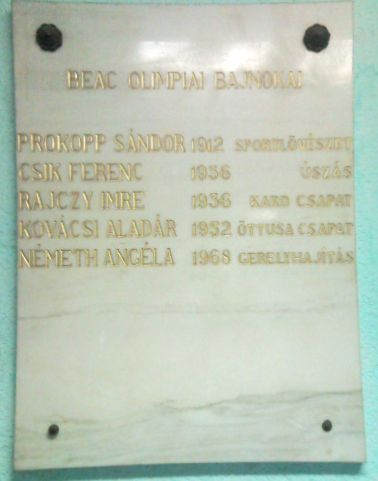
BEAC olimpiai bajnokok emléktáblája. Budapest XI. kerület, Bogdánfy utca 10.

Az 1948-ban kezdett öttusázni a Vasas szineiben. 1951-től a válogatott tagja volt. 1952-ben már a Bp. Haladás versenyzőjeként indulhatott az olimpián. Ekkor még nem töltötte be 20. évét. Egyéniben 12. lett, csapatban pedig Benedek Gáborral és Szondy Istvánnal első. Ez volt a magyar öttusa sport első olimpiai aranya. A magyar válogatottban két alkalommal szerepelhetett világbajnokságon. 1955-ben a magglingeni vb-n egyéniben harmadik, csapatban világbajnok, 1958-ban Aldershotban egyéni 11., csapat  ezüstérmes lett.
Öttusa egyéni versenyben magyar bajnokságot egy alkalommal, 1958-ban tudott nyerni. Kiegészítő sportágában, a téli öttusában 5 alkalommal volt magyar bajnok 1951 és 1955 között. Párbajtőrben pedig kétszeres csapatbajnok (1954, 1955) és válogatott kerettag volt a BHSE versenyzőjeként. 1959-ben felhagyott a versenysporttal. Öttusában 52 versenyen indult és 25 alkalommal végzett a dobogón. Visszavonulása után sem szakadt el az öttusától. A 90-es évek közepéig indult veterán versenyeken.
1958-ban szerzett orvosi diplomát szülész-nőgyógyászként. A Tétényi úti kórházban, majd az V. kerületben praktizált.

## Díjai, elismerései
- A Magyar Népköztársaság Érdemes Sportolója (1954)[2]
- Mező Ferenc-emlékgyűrű (1998)